# Habralebra bifasciata
Habralebra bifasciata är en insektsart som först beskrevs av David D. Gillette 1898.  Habralebra bifasciata ingår i släktet Habralebra och familjen dvärgstritar. Inga underarter finns listade i Catalogue of Life.